# Setobaudinia collingii
Setobaudinia collingii är en snäckart som först beskrevs av Smith 1893.  Setobaudinia collingii ingår i släktet Setobaudinia och familjen Camaenidae. IUCN kategoriserar arten globalt som livskraftig. Inga underarter finns listade i Catalogue of Life.